# Edgar Rodríguez Carranza
Edgar Alonso Rodríguez Carranza (San José, Costa Rica, 1 de diciembre de 1982) es un entrenador costarricense. Actualmente es segundo entrenador de la selección de Costa Rica femenina.

## Trayectoria

### CODEA Alajuela
En marzo de 2017 debutó con CODEA Alajuela en la segunda categoría femenina, obteniendo el cetro y el ascenso a la primera división en el mismo año, llegando a debutar en el 2018 como nuevo equipo inquilino.
En el 2019 hubo un convenio entre CODEA Alajuela y Alajuelense Fútbol Femenino. Edgar logró ubicar a CODEA Alajuela a semifinales en el Torneo Apertura 2019, perdiendo la instancia en semifinales ante el Deportivo Saprissa en tanda de penales por 3-4.
En el Torneo Clausura, Rodríguez ubicó a CODEA Alajuela en la primera posición, con el derecho a clasificación a semifinales, venciendo a A. D. Coronado por el marcador global 7-1 y en la final ante A. D. Moravia por 4-2, siendo campeones del Torneo Clausura y obteniendo un cupo a una final nacional en disputa del campeón de la temporada. La final nacional se dio ante el Deportivo Saprissa, obteniendo el cetro de la máxima categoría por el marcador global 2-1.

### Alajuelense FF
El 2 de marzo de 2020, Rodríguez debutó bajó el nombre de Alajuelense Fútbol Femenino contra Cariari Pococí en la victoria por 2-0.

### Sporting F. C. Femenino
En junio de 2021, Rodríguez fue fichado por el Sporting Football Club Femenino. En el 2022, Rodríguez le dio el primer título nacional al club tras vencer a C. S. Herediano en la final por el marcador global 6-3 en el Torneo de Copa Femenina de Costa Rica.
En el Torneo Clausura 2022, Edgar logró ubicar al Sporting F. C. como líder de la tabla, logrando obtener la clasificación a semifinales, derrotando a Deportivo Saprissa en semifinales por 5-4. En la final se enfrentó ante la L. D. Alajuelense, en el que fueron derrotados por el marcador global 3-4, dejándose el subcampeonato.
A inicios del 2023, en enero, el Sporting F. C. se enfrentó ante L. D. Alajuelense por la Supercopa Femenina 2022, venciendo al conjunto rojinegro por tanda de penales 1-3.

### Selección de Costa Rica femenina
El 14 de septiembre se confirmó la convocatoria de la selección de Costa Rica femenina por la clasificación a la Copa Oro de la Concacaf para enfrentar a Haití y San Cristóbal y Nieves, como también el interinato de Edgar Rodríguez, en el que estaría bajo el mando de Costa Rica en los únicos partidos. Rodríguez obtuvo la derrota ante Haití por 1-0, y la victoria contra San Cristóbal y Nieves por el marcador 11-0, finalizando con su interinato.

## Clubes

### Como director técnico
| Equipo                           | País       | Año       |
| -------------------------------- | ---------- | --------- |
| CODEA Alajuela                   | Costa Rica | 2017-2019 |
| Alajuelense FF                   | Costa Rica | 2019-2020 |
| Sporting F. C. Femenino          | Costa Rica | 2021-2023 |
| Selección de Costa Rica femenina | Costa Rica | 2023      |

[{Selección sub-17 femenina de fútbol de Costa Rica
2024-presente}]

### Como segundo director técnico
| Equipo                           | País       | Año           |
| -------------------------------- | ---------- | ------------- |
| Selección de Costa Rica femenina | Costa Rica | 2023-presente |

## Palmarés
| Título                                  | Club                    | País       | Año  |
| --------------------------------------- | ----------------------- | ---------- | ---- |
| Segunda División Femenina de Costa Rica | CODEA Alajuela          | Costa Rica | 2017 |
| Primera División Femenina de Costa Rica | CODEA Alajuela          | Costa Rica | 2019 |
| Torneo de Copa Femenina de Costa Rica   | Sporting F. C. Femenino | Costa Rica | 2022 |
| Supercopa Femenina de Costa Rica        | Sporting F. C. Femenino | Costa Rica | 2022 |

[{Campeón Torneo UNCAF FIFA FORWARD Sub-16
2024}]